# Mitologia lotuko
Els lotuko són un grup ètnic del Sudan.
El déu suprem és Ajok; generalment és benevolent però pot ser encoleritzat. Un cop va respondre a les pregàries d'una dona per a la resurrecció del seu fill. El seu marit, tanmateix, s'enfadà i va tornar a matar-lo. Ajok es va disgustar i des de llavors mai més ha tornat a ressuscitar a ningú i la mort s'ha fet permanent.